# تشاو كانغ
تشاو كانغ (بالصينية المبسطة: 赵康)‏ هو دراج صيني، ولد في 24 أغسطس 1992.

## وصلات خارجية
- تشاو كانغ على موقع الاتحاد الدولي للدراجات (الإنجليزية)
- تشاو كانغ على موقع أرشيف الدراجات (الإنجليزية)
- تشاو كانغ على موقع إحصائيات الدراجات الإحترافية (الإنجليزية)